# 지독한 사랑 (영화)
"지독한 사랑"(영어:  Their Last Love Affair[*])은 1996년에 개봉한 대한민국의 멜로 영화이다.

## 캐스팅
- 강수연 : 영희 역
- 김갑수 : 영민 역
- 김학철 : 박 교수 역
- 조주미 : 주인 아줌마 역
- 이화영 : 영민 아내 역

## 수상
- 1997년 제33회 백상예술대상
  - 음악상 - 송병준